# Namea jimna
Namea jimna là một loài nhện trong họ Nemesiidae.
Namea jimna được miêu tả năm 1984 bởi Raven.